# جيمس غالواي (عازف فلوت)
السير جيمس غالواي (بالإنجليزية: James Galway) (وُلد في 8 ديسمبر 1939 في بلفاست، أيرلندا الشمالية)، موسيقي أيرلندي، وهو أحد أمهر عازفي الفلوت الكلاسيكي في أواخر القرن العشرين وبداية القرن الواحد والعشرين.

## حياته
وُلد جيمس في بلفاست، في أيرلندا الشمالية وعزف على الفلوت والمزمار في فرقة موسيقية محلية. في العاشرة من عمره كسب منافسة أيرلندية للعزف على الفلوت.
ترك غالواي المدرسة في سن الرابعة عشرة، ولكنه ابتعث للدراسة في لندن وباريس.
أصبح عازف الفلوت الرئيسي في سيمفونية لندن الموسيقية والفيلهارمونك الموسيقية الملكية. وكان عازف الفلوت الرئيسي مع أوركسترا فيلهارمونك في برلين من عام 1967 إلى عام 1973.
ومنذ عام 1973 حقق شهرة عالمية في العزف المنفرد في الحفلات الموسيقية والأسطوانات، ومن خلال البث الإذاعي والتلفازي أيضا.

## روابط خارجية
- جيمس غالواي على موقع IMDb (الإنجليزية)
- جيمس غالواي على موقع الموسوعة البريطانية (الإنجليزية)
- جيمس غالواي على موقع مونزينجر (الألمانية)
- جيمس غالواي على موقع ميوزك برينز (الإنجليزية)
- جيمس غالواي على موقع إن إن دي بي (الإنجليزية)
- جيمس غالواي على موقع أول ميوزيك (الإنجليزية)
- جيمس غالواي على موقع ديسكوغز (الإنجليزية)
- جيمس غالواي على موقع قاعدة بيانات الفيلم (الإنجليزية)